# The Faith
The Faith (с англ. — «Вера») — одна из первых американских хардкор-панк-групп из Вашингтона, имевшая тесные связи со сценой, сосредоточенной вокруг лейбла Dischord. Наряду с Minor Threat, The Faith сыграли ключевую роль в раннем развитии хардкора, обладая (позднее) мелодичным подходом, который повлиял не только на такие группы, как Rites of Spring, Embrace и Fugazi, но и на следующее поколение групп, таких как Nirvana, ярым поклонником которой был Курт Кобейн.

## История
Группа The Faith образовалась летом 1981 года и изначально представляла собой квартет, в состав которого входили вокалист Алек Маккей (бывший участник Untouchables и брат Иэна Маккея из Minor Threat), гитарист Майкл Хэмптон (бывший участник первой группы Генри Роллинза State of Alert), басист Крис Болд и барабанщик Айвор Хэнсон. Заполнив пустоту, образовавшуюся после перерыва в деятельности Minor Threat, The Faith быстро стали одной из самых популярных групп в Вашингтоне, округ Колумбия, и, естественно, подписали контракт с лейблом Dischord Иэна Маккея. Их первым релизом стал сплит с трэш-панк группой Void, выпущенный в 1982 году и включавший по 12 песен каждой группы. Второй гитарист Эдди Дженни, также позднее участвовавший в Untouchables и недолго просуществовавшем проекте Skewbald/Grand Union Иэна Маккея, присоединился к ним позже и дебютировал на мини-альбоме Subject to Change 1983 года. Более продуманный и зрелый набор песен Subject to Change также оказался лебединой песней The Faith, поскольку группа распалась летом 1983 года. Дженни вместе с Ги Пиччиотто сформировал новаторскую эмо-группу Rites of Spring, в то время как Хэмптон, Болд и Хэнсон присоединились к Иэну Маккею в другой ранней эмо-группе Embrace. После распада Embrace в начале 1986 года Крис Болд вернулся к Алеку Маккею в Ignition; тем временем Дженни играл в One Last Wish и Happy Go Licky после распада Rites of Spring. Хэмптон и Хэнсон воссоединились в группе Manifesto в 1991 году, а Алек Маккей пел в группе The Warmers в середине 90-х.

## Характеристики
Стиль
В начале 1980-х группа The Faith вывела хардкор-панк на новый уровень. Уже в период своего существования группа намекала на то, что должно было произойти, несколько смягчая стандартный хардкорный подход более проработанными мелодиями и более глубоким взглядом на мир. Конечно, это был энергичный, динамичный панк, но его едва заметные отклонения от нормы открыли новые горизонты для вашингтонской сцены.
К моменту записи мини-альбома Subject to Change, впервые выпущенного в конце 1983 года, вскоре после распада группы, The Faith стали использовать более мелодичный и эмоциональный подход, возможно, благодаря появлению второго гитариста. Две гитары словно перекликаются, создавая необычное для хардкора ощущение мелодичности. И вместо того, чтобы использовать привычный для хардкора сдавленный лай, Алек Маккей старается, чтобы его слова были ясными и легко различимыми: музыкальность The Faith часто перевешивает их ярость.
Источники вдохновения
На них сильно повлияла первая волна американского и британского панк-рока. Хотя звучание конца 70-х всё ещё можно услышать в их демо-записях, The Faith играют более компактно, быстро и прямолинейно, чем их предшественники. Крис Болд написал большую часть текстов, а Майкл — большую часть музыки. Крис охарактеризовал их тексты как «очень личные, я могу писать только о том, что влияет на мою жизнь. Мы пишем о том, что влияет на нашу жизнь». Именно поэтому они никогда не интересовались политикой, как это делали многие другие группы, если не все.
Влияние Minor Threat всё ещё заметно в таких треках, как «Face to Face», но у The Faith определённо был свой собственный стиль. Во-первых, голос Алека невероятно злобный, а медленные песни обладают такой мрачностью, какой не могла достичь ни одна другая группа из Вашингтона. Его мощный вокал действительно отличал их от всех их хардкорных современников. Вместо типичного для хардкора дерзкого крика и напористого выпячивания всего в одном куплете, Алек умел делать эти короткие взрывные песни почти мелодичными, не жертвуя при этом интенсивностью.

## Наследие
Их песни не только стоят в одном ряду с лучшими образцами вашингтонского хардкора, но и с хардкором в целом. После распада в 1983 году участники The Faith продолжили формировать звучание вашингтонского панка в своих последующих проектах. Почти все участники перешли либо в Embrace, либо в Rites of Spring. Будучи часто недооценённой вашингтонской группой, они за два года прошли путь от одной из самых агрессивных и раздражающих ранних хардкор-групп до создателей мелодичного элемента, который оказал огромное влияние на будущее вашингтонского панка.
Их совместный альбом с группой Void, а также более цепляющий, но всё ещё пламенный мини-альбом Subject to Change, известные своими текстами, обращенными внутрь себя — новаторским подходом на сцене, больше склонной к социальным и политическим темам, — и хрипловатым вокалом Алека Маккея, The Faith пользовались большим уважением у местных поклонников панка. Вероятно, они оказали более глубокое влияние на андеграунд. Они создали звучание, которое во многом повлияло на то, что было позже, особенно на группы из Вашингтона позднего периода. The Faith показывает, почему хардкор обладает непреходящей силой, как даже музыка, известная прежде всего своей краткостью и брутальностью, может передавать нечто эмоциональное и непосредственное, даже спустя много лет.

## Дискография
- Faith / Void Split (Dischord, 1982)
- Subject to Change (Dischord, 1983)